# Гуль, Юлия Николаевна
Юлия Николаевна Гуль (род. 11 мая 1976, Потсдам, ГДР) — российская актриса.

## Биография
Юлия Гуль родилась 11 мая 1976 года в городе Потсдам Восточной Германии в семье военнослужащего. Детство провела сначала в Германии, потом семья переезжала в Баку, Ереван, а потом в Минск.
В 18 лет переехала в Москву и поступила в ГИТИС на актёрско-режиссёрский факультет к Андрею Александровичу Гончарову. За время обучения сыграла много различных отрывков из пьес: «Дядя Ваня» (А. П. Чехов) — Елена Андреевна, «Орфей спускается в ад» (Теннесси Уильямс) — роль Леди, «Бег» (М. А. Булгаков) — роль Симы, «Собачий вальс» (Л. Н. Андреев) — роль Елизаветы. Последняя работа впоследствии стала спектаклем театра Маяковского.
В 1998 году закончила ГИТИС с красным дипломом, и после его окончания попала в труппу театра Маяковского, где проработала до 2003 года. После смерти А. А. Гончарова ушла из театра по собственному желанию.
Также работала с театром «Товариществом Артистов МХАТ». Сыграла в спектаклях: «Ретро» — роль Людмилы (А. М. Галин) и «Домовой» (Э. Вилде) — роль Матильды.
Дебютом в кино для Юлии Гуль стала роль в фильме «Любовь до гроба», снятом в 2000 году. В этом фильме Юлия играла вместе с тогда ещё неизвестным актёром Андреем Звягинцевым. Позже снялась во многих известных российских фильмах и телесериалах.

### Личная жизнь
Не замужем, в 2013 году родила дочь Алёну.

## Театральные работы
- 1994 — Жертва века (режиссёр Андрей Гончаров) — Шансонетка (Московский академический театр им. Маяковского)
- 1998 — Собачий вальс (режиссёр Юрий Иоффе) — Елизавета (дипломный спектакль) (Московский академический театр им. Маяковского)
- 2001 — Домовой (режиссёр Александр Бурдуков) — Матильда (Товарищество артистов МХАТ)
- 2002 — Строитель Сольнес (режиссёр Татьяна Ахрамкова) — Кая Фосли (Московский академический театр им. Маяковского)
- 2002 — Ретро (режиссёр Геннадий Ялович) — Людмила (Товарищество артистов МХАТ)

## Фильмография
| Год  |   | Название                                    | Роль                                                    |
| ---- | - | ------------------------------------------- | ------------------------------------------------------- |
| 2000 | ф | Любовь до гроба                             | жена Олега                                              |
| 2002 | с | Русские амазонки 2                          | Крапивец                                                |
| 2004 | ф | Бомба для невесты                           | Аня                                                     |
| 2004 | ф | Моя мама - невеста                          | клиентка брачного агентства                             |
| 2004 | ф | Шутка ангела                                | Надежда                                                 |
| 2006 | с | Евлампия Романова. Следствие ведёт дилетант | Жанна                                                   |
| 2007 | с | Вся такая внезапная                         | эпизодическая                                           |
| 2007 | с | Кто в доме хозяин?                          | Нелли Карпухина                                         |
| 2008 | ф | Эгоист                                      | Наташа                                                  |
| 2008 | ф | Домовой                                     | эпизодическая                                           |
| 2009 | с | Люди Шпака                                  | Ева Болтова (сотрудница Службы Внутренней Безопасности) |
| 2010 | с | Глухарь. Возвращение                        | жена Семенова                                           |
| 2010 | с | Воронины                                    | Лера Звонова                                            |
| 2012 | с | Стервы                                      | агент Лора                                              |
| 2012 | с | Кордон следователя Савельева                | любовница Савельева                                     |
| 2016 | ф | Вся наша надежда                            | эпизодическая                                           |
| 2020 | с | Старые кадры                                | Илона Белкина                                           |

### Съёмки в клипах[3]
- «Сто процентов любви» («Паскаль»)
- «Без тебя» («Белый орёл»)